# Скотсвил (Кентаки)
Скотсвил (енгл. Scottsville) град је у америчкој савезној држави Кентаки.

## Демографија
По попису из 2010. године број становника је 4.226, што је 101 (-2,3%) становника мање него 2000. године.
| Група             | 2000.         | 2010.         |
| Белци             | 4.112 (95,0%) | 3.969 (93,9%) |
| Афроамериканци    | 142 (3,3%)    | 104 (2,5%)    |
| Азијати           | 4 (0,1%)      | 9 (0,2%)      |
| Хиспаноамериканци | 35 (0,8%)     | 61 (1,4%)     |
| Укупно            | 4.327         | 4.226         |